# Buprestis splendens
Buprestis splendens és una espècie de coleòpter de la família dels buprèstids.
Té una distribució irregular amb poblacions aïllades al nord de la Rússia europea, Albània, Àustria, Bòsnia, Grècia, Itàlia, Polònia, Romania, Espanya i Ucraïna. Es dona per extingida a Alemanya i Suècia. A Espanya no es coneixen cites recents i es creu que podria estar extingida. És una espècie saproxílica associada a boscos vells de Pinus.